# Tapinocyba transsylvanica
Tapinocyba transsylvanica là một loài nhện trong họ Linyphiidae.
Loài này thuộc chi Tapinocyba. Tapinocyba transsylvanica được Gábor von Kolosváry miêu tả năm 1934.